# Mwinoghe
Le mwinoghe désigne une danse festive pratiquée dans le nord du Malawi par les ethnies sukwa (en), ndali (en) et bandya. Elle est accompagnée de trois tambours et d'un pipeau. En 2018, l'UNESCO l'inscrit sur la liste représentative du patrimoine culturel immatériel de l'humanité sous l'intitulé « Le mwinoghe, danse joyeuse ». 

## Origine et pratique
Le mwinoghe est récent, selon la description officielle de l'UNESCO. Il s'inspire de l'indigala, danse cérémonielle de Karonga. En chisukwa, dialecte local, mwinoghe signifie « amusons-nous ». Cette danse exprime la réjouissance. Deux rangées de personnes, hommes et femmes, exécutent la danse par des pas complexes et des ondulations du corps. La musique, instrumentale, se constitue de trois tambours et d'un pipeau. Ce divertissement est pratiqué à l'occasion de fêtes, notamment nationales et célébrant l'indépendance, et de rassemblements intercommunautaires. 

## Reconnaissance
Le 13e Comité intergouvernemental pour la sauvegarde du patrimoine immatériel se tint à la fin de l'année 2018 à Maurice. Le mwinoghe est intégré, à cette occasion, à la liste représentative du patrimoine culturel immatériel de l'humanité. D'après la description officielle de l'UNESCO, cette danse permet à des personnes issues de tous les milieux sociaux de se rassembler. Les cultures des différentes ethnies sont célébrées. Le mode de transmission peut être informel (intergénérationnel) ou plus formel (scolaire). Certaines communautés forment des groupes de danse. 